# Winch Bridge
Winch Bridge (auch Wynch Bridge) ist eine Fußgängerbrücke über dem Oberlauf des Tees in den North Pennines im nördlichen England. Sie liegt kurz unterhalb des Wasserfalls Low Force am Pennine Way und wird heute von Touristen benutzt.

## Erste Brücke
Die erste, etwa 21 m lange und 61 cm breite Brücke wurde ca. 1741 vor allem für die Nutzung durch die Arbeiter eines nahegelegenen Blei-Bergwerkes erbaut.
Sie war die erste Kettenbrücke der westlichen Welt, nachdem die tibetischen und chinesischen Kettenbrücken lange Zeit keine Nachahmer im Westen gefunden hatten. Sie bestand aus handgeschmiedeten Eisenketten, die zwischen den fast senkrechten Felswänden der Tees-Schlucht gespannt und mit Brettern belegt waren. Angeblich hatte sie ursprünglich nur ein Geländer. Eine Darstellung von I. Bulman aus dem Jahre 1774 zeigt sie jedoch mit zwei Geländern und schräg nach unten zu den Ufern führenden Abspannketten, mit denen wohl die Schwingungen der Brücke reduziert werden sollten, die von den Nutzern trotzdem einigen Mut bei der Überquerung erforderten. 1802 führte der Bruch einer Kette zum Einsturz der Brücke, bei der ein Mann ertrank. Sie wurde danach wieder aufgebaut, aber 1830 durch die heutige Brücke ersetzt.

## Zweite Brücke
Die Winch-Bridge wurde 1830 durch eine Hängebrücke ersetzt, bei der ein hölzernes Brückendeck an zwei schmiedeeisernen Tragketten hängt, die von je zwei kleinen gusseisernen Pylonen an den Ufern gestützt werden. Die beidseitigen Geländer sind durch ein Maschendrahtnetz mit dem Brückendeck verbunden. Die Brücke wurde 1992 überholt und verstärkt. Sie ist nur für die Nutzung durch jeweils eine Person zugelassen und schwingt nur leicht unter deren Schritten.
Die Winch-Bridge steht als Grade II Building unter Denkmalschutz.